# Marco Atílio Régulo Caleno
Marco Atílio Régulo Caleno (em latim: Marcus Atilius Regulus Calenus) foi um político da gente Atília da República Romana, eleito cônsul em 335 a.C. com Marco Valério Corvo. O cônsul em 294 a.C., Marco Atílio Régulo, era seu filho.

## Consulado (335 a.C.)
Marco Atílio foi eleito cônsul em 335 a.C. com o grande herói romano Marco Valério Corvo. Os sidicínios se aliaram aos ausônios de Cales e o Senado estava ansioso para escolher alguém com uma comprovada reputação militar. Em um rompimento com a tradição, os cônsules não tiraram a sorte por suas províncias e o Senado designou a área ao redor de Cales diretamente a Corvo. Ele cercou e conquistou a cidade; depois da conquista, os romanos criaram ali uma colônia de 2 500 homens. Por esta vitória, Corvo conseguiu seu segundo triunfo, e os dois cônsules, a honra de portar o agnome "Caleno" ("Calenus").
Os cônsules, estando fora da cidade durante a guerra, nomearam Lúcio Emílio Mamercino Privernato ditador "comitiorum habendorum causa" (com poderes limitados) para garantir a realização da Assembleia das centúrias e a eleição dos cônsules para o ano seguinte.